# Bretignolles
Bretignolles é uma comuna francesa na região administrativa da Nova Aquitânia, no departamento de Deux-Sèvres. Estende-se por uma área de 13,16 km². Em 2010 a comuna tinha 608 habitantes (densidade: 46,2 hab./km²).